# André Sanita
André Sanita (Solingen, 28 de marzo de 1992) es un deportista alemán que compite en esgrima, especialista en la modalidad de florete.
Ganó tres medallas en el Campeonato Europeo de Esgrima, entre los años 2015 y 2019. Participó en los Juegos Olímpicos de Tokio 2020, ocupando el sexto lugar en la prueba por equipos.

## Palmarés internacional
| Campeonato Europeo | Campeonato Europeo    | Campeonato Europeo | Campeonato Europeo  |
| Año                | Lugar                 | Medalla            | Prueba              |
| ------------------ | --------------------- | ------------------ | ------------------- |
| 2015               | Montreux (Suiza)      | Medalla de bronce  | Florete por equipos |
| 2016               | Toruń (Polonia)       | Medalla de bronce  | Florete individual  |
| 2019               | Düsseldorf (Alemania) | Medalla de plata   | Florete por equipos |